# باشگاه فوتبال زنان النصر
باشگاه فوتبال زنان النصر عربستان باشگاه فوتبال زنان عربستانی است که در سال ۲۰۲۲ میلادی تاسیس و در شهر ریاض فعالیت می‌کند. نام پیشین این باشگاه المملکه نام داشت. این تیم ۲ بار قهرمان لیگ برتر فوتبال زنان عربستان شده است.